# Olympiska vinterspelen för ungdomar 2016
Olympiska spelen för ungdomar 2016  var de andra olympiska vinterspelen för ungdomar och arrangerades i Lillehammer, Norge mellan den 12 och 21 februari 2016. Det var den 7 december 2011 som IOK meddelade att Lillehammer skulle vara värd för vinterspelen 2016. Lillehammer var den enda staden som ansökte.
Deltagarna i spelen var födda mellan 1997 och 2001 men varje gren hade specifika åldersgränser inom denna ram.

## Arenor
Spelen arrangerades på arenor som ligger i orterna Lillehammer, Hamar, Gjøvik, Øyer och Oslo. Alla arenor användes också vid Olympiska vinterspelen 1994 förutom Kristins Hall och Oslo Vinterpark.
| Hafjell Alpinsenter                    | Lysgårdsbakken                    | Lillehammers olympiska bob- och rodelbana | Kristins Hall                                    |
| -------------------------------------- | --------------------------------- | ----------------------------------------- | ------------------------------------------------ |
| Øyer                                   | Lillehammer                       | Lillehammer                               | Lillehammer                                      |
| Alpin skidåkning, Freestyle, Snowboard | Backhoppning, Nordisk kombination | Bob, Rodel, Skeleton                      | Curling, Ishockey                                |
|                                        |                                   |                                           |                                                  |
| Oslo Vinterpark                        | Vikingskipet                      | Hamar OL-Amfi                             | Birkebeineren skidstadion                        |
| Oslo                                   | Hamar                             | Hamar                                     | Lillehammer                                      |
| Freestyle, Snowboard                   | Hastighetsåkning på skridskor     | Konståkning                               | Längdskidåkning, Nordisk kombination, Skidskytte |
|                                        |                                   |                                           |                                                  |
| Gjøvik Olympiske Fjellhall             |                                   |                                           |                                                  |
| Gjøvik                                 |                                   |                                           |                                                  |
| Short track                            |                                   |                                           |                                                  |
|                                        |                                   |                                           |                                                  |

## Sporter
Spelen omfattade 70 grenar fördelat på 15 sporter.

### Alpin skidåkning
Deltagarna var födda mellan 1 januari 1998 och 31 december 1999.

 Medaljsummering 
Flickor
| Gren        | Guld                     | Silver                               | Brons                                |
| Super-G     | Nadine Fest Österrike    | Julia Scheib Österrike               | Aline Danioth Schweiz                |
| Storslalom  | Mélanie Meillard Schweiz | Katrin Hirtl-Stanggassinger Tyskland | Aline Danioth Schweiz                |
| Slalom      | Aline Danioth Schweiz    | Ali Nullmeyer Kanada                 | Meta Hrovat Slovenien                |
| Kombination | Aline Danioth Schweiz    | Mélanie Meillard Schweiz             | Katrin Hirtl-Stanggassinger Tyskland |

Pojkar
| Gren        | Guld                       | Silver                     | Brons                       |
| Super-G     | River Radamus USA          | Pietro Canzio Italien      | Manuel Traninger Österrike  |
| Storslalom  | River Radamus USA          | Yohei Koyama Japan         | Anton Grammel Tyskland      |
| Slalom      | Manuel Traninger Österrike | Filip Vennerström Sverige  | Odin Vassbotn Breivik Norge |
| Kombination | River Radaus USA           | Manuel Traninger Österrike | Pietro Canzio Italien       |

Mix
| Gren      | Guld                                    | Silver                                       | Brons                                   |
| Parallell | Tyskland Lucia Rispler Jonas Stockinger | Ryssland Anastasiia Silanteva Aleksey Konkov | Finland Riikka Honkanen Sampo Kankkunen |

Medaljtabell
| Pl. | Nation    | Guld | Silver | Brons | Totalt |
| --- | --------- | ---- | ------ | ----- | ------ |
| 1   | Schweiz   | 3    | 1      | 2     | 6      |
| 2   | USA       | 3    | 0      | 0     | 3      |
| 3   | Österrike | 2    | 2      | 1     | 5      |
| 4   | Tyskland  | 1    | 1      | 2     | 4      |
| 5   | Italien   | 0    | 1      | 1     | 2      |
| 6   | Japan     | 0    | 1      | 0     | 1      |
| 6   | Sverige   | 0    | 1      | 0     | 1      |
| 6   | Kanada    | 0    | 1      | 0     | 1      |
| 6   | Ryssland  | 0    | 1      | 0     | 1      |
| 10  | Norge     | 0    | 0      | 1     | 1      |
| 10  | Slovenien | 0    | 0      | 1     | 1      |
| 10  | Finland   | 0    | 0      | 1     | 1      |
|     | Totalt    | 9    | 9      | 9     | 27     |

### Backhoppning
Backhoppningen arrangerades vid Lysgårdsbakken i Lillehammer, Norge, mellan den 16 och 18 februari 2016. De tävlande deltog också i den mixade nordiska lagtävlingen i nordisk kombination. Deltagarna var födda mellan 1 januari 1998 och 31 december 2000.
 Medaljsummering 
| Gren                | Guld                                            | Silver                                         | Brons                                              |
| Normalbacke pojkar  | Bor Pavlovčič Slovenien                         | Marius Lindvik Norge                           | Jonathan Siegel Tyskland                           |
| Normalbacke flickor | Ema Klinec Slovenien                            | Sofia Tichonova Ryssland                       | Lara Malsiner Italien                              |
| Lag mix1            | Slovenien Ema Klinec Bor Pavlovčič Vid Vrhovnik | Tyskland Agnes Reisch Tim Kopp Jonathan Siegel | Österrike Julia Huber Florian Dagn Clemens Leitner |

1 Inkluderade deltagare från nordisk kombination.
Medaljtabell
| Pl. | Nation    | Guld | Silver | Brons | Totalt |
| --- | --------- | ---- | ------ | ----- | ------ |
| 1   | Slovenien | 3    | 0      | 0     | 3      |
| 2   | Tyskland  | 0    | 1      | 1     | 2      |
| 3   | Norge     | 0    | 1      | 0     | 1      |
| 3   | Ryssland  | 0    | 1      | 0     | 1      |
| 5   | Italien   | 0    | 0      | 1     | 1      |
| 5   | Österrike | 0    | 0      | 1     | 1      |
|     | Totalt    | 3    | 3      | 3     | 9      |

### Bob
Bob-tävlingarna gick av stapeln den 20 februari 2016. Deltagarna var födda mellan 1 januari 1998 och 31 december 2001 och tävlar i så kallad monobob.
 Medaljsummering 
| Gren            | Guld                    | Silver                     | Brons                          |
| Monobob pojkar  | Jonas Jannusch Tyskland | Maksim Ivanov Ryssland     | Kristian Olsen Norge           |
| Monobob flickor | Laura Nolte Tyskland    | Mercedes Schulte Österrike | Kelsea Purchall Storbritannien |

Medaljtabell
| Pl. | Nation         | Guld | Silver | Brons | Totalt |
| --- | -------------- | ---- | ------ | ----- | ------ |
| 1   | Tyskland       | 2    | 0      | 0     | 2      |
| 2   | Ryssland       | 0    | 1      | 0     | 1      |
| 2   | Österrike      | 0    | 1      | 0     | 1      |
| 4   | Norge          | 0    | 0      | 1     | 1      |
| 4   | Storbritannien | 0    | 0      | 1     | 1      |
|     | Totalt         | 2    | 2      | 2     | 6      |

### Curling
Curling arrangerades i Kristins Hall i Lillehammer, Norge, mellan den 12 och 21 februari 2016. Deltagarna var födda mellan 1 januari 1998 och 31 december 1999.
 Medaljsummering 
Mix
| Gren            | Guld                                                          | Silver                                                     | Brons                                                               |
| Lag detaljer    | Kanada Mary Fay Tyler Tardi Karlee Burgess Sterling Middleton | USA Luc Violette Cora Farrell Ben Richardson Cait Flannery | Schweiz Selina Witschonke Henwy Lochmann Laura Engler Philipp Hösli |
| Dubbel detaljer | Kombinationslag Yako Matsuzawa Philipp Hösli                  | Kombinationslag Han Yu Ross Whyte                          | Kombinationslag Zhao Ruiyi Andreas Hårstad                          |

Medaljtabell
| Pl. | Nation          | Guld | Silver | Brons | Totalt |
| --- | --------------- | ---- | ------ | ----- | ------ |
| -   | Kombinationslag | 1    | 1      | 1     | 3      |
| 1   | Kanada          | 1    | 0      | 0     | 1      |
| 2   | USA             | 0    | 1      | 0     | 1      |
| 3   | Schweiz         | 0    | 0      | 1     | 1      |
|     | Totalt          | 2    | 2      | 2     | 6      |

### Freestyle
Freestyle arrangerades vid Hafjell Alpinsenter i Øyer och i Oslo Vinterpark i Oslo, Norge, mellan den 14 och 19 februari 2016. Tävlande från freestyle deltog också i en lagtävling som inkluderade snowboard.  Deltagarna var födda mellan 1 januari 1998 och 31 december 2000.
 Medaljsummering 
Flickor
| Gren       | Guld                            | Silver                 | Brons                           |
| Halfpipe   | Madison Rowlands Storbritannien | Paula Cooper USA       | Lara Wolf Österrike             |
| Slopestyle | Lana Prusakova Ryssland         | Lou Barin Frankrike    | Madison Rowlands Storbritannien |
| Ski cross  | Talina Gantenbein Schweiz       | Zali Offord Australien | Klara Kasparova Tjeckien        |

Pojkar
| Gren       | Guld                | Silver                   | Brons                       |
| Halfpipe   | Birk Irwing USA     | Finn Bilous Nya Zeeland  | Trym Sunde Andreassen Norge |
| Slopestyle | Birk Ruud Norge     | Alexander Hall USA       | Finn Bilous Nya Zeeland     |
| Ski cross  | Reece Howden Kanada | Xander Vercammen Belgien | Louis Muhlen Australien     |

Medaljtabell
| Pl. | Nation         | Guld | Silver | Brons | Totalt |
| --- | -------------- | ---- | ------ | ----- | ------ |
| 1   | USA            | 1    | 2      | 0     | 3      |
| 2   | Norge          | 1    | 0      | 1     | 2      |
| 2   | Storbritannien | 1    | 0      | 1     | 2      |
| 4   | Kanada         | 1    | 0      | 0     | 1      |
| 4   | Schweiz        | 1    | 0      | 0     | 1      |
| 4   | Ryssland       | 1    | 0      | 0     | 1      |
| 7   | Australien     | 0    | 1      | 1     | 2      |
| 7   | Nya Zeeland    | 0    | 1      | 1     | 2      |
| 9   | Belgien        | 0    | 1      | 0     | 1      |
| 9   | Frankrike      | 0    | 1      | 0     | 1      |
| 11  | Österrike      | 0    | 0      | 1     | 1      |
| 11  | Tjeckien       | 0    | 0      | 1     | 1      |
|     | Totalt         | 6    | 6      | 6     | 18     |

### Hastighetsåkning på skridskor
Hastighetsåkning på skridskor arrangerades i Vikingskipet i Hamar, Norge, mellan den 13 och 19 februari 2016. Deltagarna var födda mellan 1 januari 1998 och 31 december 2000.
 Medaljsummering 
Flickor
| Gren     | Guld                 | Silver       | Brons                 |
| 500 m    | Kim Min Sun Sydkorea | Han Mei Kina | Li Huawei Kina        |
| 1500 m   | Park Ji Woo Sydkorea | Han Mei Kina | Noemi Bonazza Italien |
| Masstart | Park Ji-woo Sydkorea | Han Mei Kina | Kim Min Sun Sydkorea  |

Pojkar
| Gren     | Guld                  | Silver                   | Brons                      |
| 500 m    | Li Yanzhe Kina        | Kazuki Sakakibara Japan  | Chung Jae Woong Sydkorea   |
| 1500 m   | Kim Min Seok Sydkorea | Daichi Horikawa Japan    | Daan Baks Nederländerna    |
| Masstart | Kim Min Seok Sydkorea | Chung Jae Woong Sydkorea | Allan Dahl Johansson Norge |

Mix
| Gren       | Guld                                                                           | Silver                                                                     | Brons                                                                         |
| Lag sprint | Kombinationslag Noemi Bonazza Sumiya Buyantogtokh Chung Jae Woong Shen Hanyang | Kombinationslag Elisa Dul Karolina Gąsecka Austin Kleba Anvar Muchamadejev | Kombinationslag Chiara Cristelli Mihaela Hogas Ole Jeske Allan Dahl Johansson |

Medaljtabell
| Pl. | Nation          | Guld | Silver | Brons | Totalt |
| --- | --------------- | ---- | ------ | ----- | ------ |
| 1   | Sydkorea        | 5    | 1      | 2     | 8      |
| 2   | Kina            | 1    | 3      | 1     | 5      |
| -   | Kombinationslag | 1    | 1      | 1     | 3      |
| 3   | Japan           | 0    | 2      | 0     | 2      |
| 4   | Italien         | 0    | 0      | 1     | 1      |
| 4   | Nederländerna   | 0    | 0      | 1     | 1      |
| 4   | Norge           | 0    | 0      | 1     | 1      |
|     | Totalt          | 7    | 7      | 7     | 21     |

### Ishockey
Ishockey arrangerades i Kristins hall i Lillehammer, Norge, mellan den 12 och 21 februari 2016. Deltagarna var födda mellan 1 januari 2000 och 31 december 2001.
 Medaljsummering 
Flickor
| Gren                             | Guld                | Silver               | Brons                       |
| Turnering detaljer               | Sverige             | Tjeckien             | Schweiz                     |
| Individuell skicklighet detaljer | Sena Takenaka Japan | Anita Muraro Italien | Theresa Schafzahl Österrike |

Pojkar
| Gren                             | Guld                      | Silver                      | Brons                 |
| Turnering detaljer               | USA                       | Kanada                      | Ryssland              |
| Individuell skicklighet detaljer | Eduard Casaneanu Rumänien | Sebastian Cederle Slovakien | Erik Betzold Tyskland |

Medaljtabell
| Pl. | Nation    | Guld | Silver | Brons | Totalt |
| --- | --------- | ---- | ------ | ----- | ------ |
| 1   | Japan     | 1    | 0      | 0     | 1      |
| 1   | Rumänien  | 1    | 0      | 0     | 1      |
| 1   | Sverige   | 1    | 0      | 0     | 1      |
| 1   | USA       | 1    | 0      | 0     | 1      |
| 2   | Italien   | 0    | 1      | 0     | 1      |
| 2   | Slovakien | 0    | 1      | 0     | 1      |
| 2   | Tjeckien  | 0    | 1      | 0     | 1      |
| 2   | Kanada    | 0    | 1      | 0     | 1      |
| 3   | Österrike | 0    | 0      | 1     | 1      |
| 3   | Tyskland  | 0    | 0      | 1     | 1      |
| 3   | Schweiz   | 0    | 0      | 1     | 1      |
| 3   | Ryssland  | 0    | 0      | 1     | 1      |
|     | Totalt    | 4    | 4      | 4     | 12     |

### Konståkning
Konståkning arrangerades i Hamar OL-Amfi i Hamar, Norge, mellan den 13 och 20 februari 2016. Deltagarna var födda mellan 1 januari 1997 och 31 december 2001.
 Medaljsummering 
| Gren    | Guld | Silver                                                                                               | Brons                                                                                                |
| Pojkar  | Sota Yamamoto Japan                                                                                       | Deniss Vasiljevs Lettland                                                                            | Dmitri Aliev Ryssland                                                                                |
| Flickor | Polina Tsurskaya Ryssland                                                                                 | Maria Sotskova Ryssland                                                                              | Elizabet Tursynbaeva Kazakstan                                                                       |
| Par     | Ryssland Jekaterina Borisova Dmitry Sopot                                                                 | Tjeckien Anna Duskova Martin Bidar                                                                   | Ryssland Alina Ustimkina Nikita Volodin                                                              |
| Isdans  | Ryssland Anastasia Sjpilevaja Grigory Smirnov                                                             | USA Chloe Lewis Logan Bye                                                                            | Ryssland Anastasia Skoptcova Kirill Alesjin                                                          |
| Mix lag | Kombinationslag Dmitri Aliev Li Xiangning Sarah Rose/Joseph Goodpaster Anastasia Skoptcova/Kirill Alesjin | Kombinationslag Ivan Sjmuratko Diana Nikitina Anna Duskova/Martin Bidar Julia Wagret/Mathieu Couyras | Kombinationslag Deniss Vasiljevs Fruzsina Medgyesi Gao Yumeng/Li Bowen Marjorie Lajoie/Zachary Lagha |

Medaljtabell
| Pl. | Nation          | Guld | Silver | Brons | Totalt |
| --- | --------------- | ---- | ------ | ----- | ------ |
| 1   | Ryssland        | 3    | 1      | 3     | 7      |
| -   | Kombinationslag | 1    | 1      | 1     | 3      |
| 2   | Japan           | 1    | 0      | 0     | 1      |
| 3   | Lettland        | 0    | 1      | 0     | 1      |
| 3   | USA             | 0    | 1      | 0     | 1      |
| 3   | Tjeckien        | 0    | 1      | 0     | 1      |
| 6   | Kazakstan       | 0    | 0      | 1     | 1      |
|     | Totalt          | 5    | 5      | 5     | 15     |

### Längdskidåkning
Längdskidåkning arrangerades vid Birkebeineren skidstadion i Lillehammer, Norge, mellan den 13 och 18 februari 2016. Deltagarna var födda mellan 1 januari 1998 och 31 december 2000. Längdskidåkarna deltog också i den mixade nordiska lagtävlingen i nordisk kombination.
 Medaljsummering 
Flickor
| Gren                 | Guld                     | Silver                   | Brons                           |
| 5 km fristil         | Maya Yakunina Ryssland   | Chi Chunxue Kina         | Rebecca Immonen Finland         |
| Sprint klassisk stil | Johanna Hagström Sverige | Julija Petrova Ryssland  | Martine Engebretsen Norge       |
| Cross fristil        | Moa Lundgren Sverige     | Johanna Hagström Sverige | Laura Chamiot Maitral Frankrike |

Pojkar
| Gren                 | Guld                        | Silver                      | Brons                 |
| 10 km fristil        | Kim Magnus Sydkorea         | Vebjørn Hegdal Norge        | Igor Fedotov Ryssland |
| Sprint klassisk stil | Thomas Helland Larsen Norge | Kim Magnus Sydkorea         | Vebjørn Hegdal Norge  |
| Cross fristil        | Kim Magnus Sydkorea         | Thomas Helland Larsen Norge | Lauri Mannila Finland |

Medaljtabell
| Pl. | Nation    | Guld | Silver | Brons | Totalt |
| --- | --------- | ---- | ------ | ----- | ------ |
| 1   | Sverige   | 2    | 1      | 0     | 3      |
| 1   | Sydkorea  | 2    | 1      | 0     | 3      |
| 3   | Norge     | 1    | 2      | 2     | 5      |
| 4   | Ryssland  | 1    | 1      | 1     | 3      |
| 5   | Kina      | 0    | 1      | 0     | 1      |
| 6   | Finland   | 0    | 0      | 2     | 2      |
| 7   | Frankrike | 0    | 0      | 1     | 1      |
|     | Totalt    | 6    | 6      | 6     | 18     |

### Nordisk kombination
Nordisk kombination arrangerades vid Lysgårdsbakken och Birkebeineren skidstadion i Lillehammer, Norge, mellan den 16 och 19 februari. Endast tävlingar fanns på programmet men deltagarna deltog också i den mixade lagtävlingen i backhoppning. Deltagarna var födda mellan 1 januari 1998 och 31 december 2000.
 Medaljsummering 
| Gren                    | Guld                                                                     | Silver                                                                                  | Brons                                                                 |
| Normalbacke/5 km pojkar | Tim Kopp Tyskland                                                        | Ben Loomis USA                                                                          | Ondrej Pazout Tjeckien                                                |
| Nordisk lagtävling mix1 | Sofia Tikhonova Vitalii Ivanov Maksin Sergeev Maya Yakuniva Igor Fedotov | Anna Odine Strøm Einar Luraas Oftebro Marius Lindvik Martine Engebretsen Vebjørn Hegdal | Agnes Reisch Tim Kopp Jonathan Siegel Anna-Maria Dietze Philipp Unger |

1 Inkluderade tävlingar i backhoppning med deltagare från backhoppning samt tävlingar i längdskidåkning med deltagare från längdskidåkning.
Medaljtabell
| Pl. | Nation   | Guld | Silver | Brons | Totalt |
| --- | -------- | ---- | ------ | ----- | ------ |
| 1   | Tyskland | 1    | 0      | 1     | 2      |
| 2   | Ryssland | 1    | 0      | 0     | 1      |
| 3   | USA      | 0    | 1      | 0     | 1      |
| 4   | Norge    | 0    | 1      | 0     | 1      |
| 5   | Tjeckien | 0    | 0      | 1     | 1      |
|     | Totalt   | 2    | 2      | 2     | 6      |

### Rodel
Rodel arrangerades vid Lillehammers olympiska bob- och rodelbana i Lillehammer, Norge, mellan den 14 och 16 februari 2016. Deltagarna var födda mellan 1 januari 1998 och 31 december 2001.
 Medaljsummering 
| Gren           | Guld                                                                    | Silver                                                                           | Brons                                                               |
| Singel pojkar  | Kristers Aparjods Lettland                                              | Paul-Lukas Heider Tyskland                                                       | Reid Watts Kanada                                                   |
| Singel flickor | Brooke Apshkrum Kanada                                                  | Jessica Tiebel Tyskland                                                          | Madeleine Egle Österrike                                            |
| Dubbel         | Italien Felix Schwarz Lukas Gufler                                      | Tyskland Hannes Orlamünder Paul Gubitz                                           | Ryssland Vsevolod Kasjkin Konstantin Korsjunov                      |
| Lag mix        | Tyskland Hannes Orlamünder Jessica Tiebel Paul Gubitz Paul-Lukas Heider | Ryssland Vsevolod Kasjkin Olesya Michaylenko Konstantin Korsjunov Evgenii Petrov | Italien Marion Oberhofer Felix Schwarz Lukas Gufler Fabian Malleier |

Medaljtabell
| Pl. | Nation    | Guld | Silver | Brons | Totalt |
| --- | --------- | ---- | ------ | ----- | ------ |
| 1   | Tyskland  | 1    | 3      | 0     | 4      |
| 2   | Kanada    | 1    | 0      | 1     | 2      |
| 2   | Italien   | 1    | 0      | 1     | 2      |
| 4   | Lettland  | 1    | 0      | 0     | 1      |
| 5   | Ryssland  | 0    | 1      | 1     | 2      |
| 6   | Österrike | 0    | 0      | 1     | 1      |
|     | Totalt    | 4    | 4      | 4     | 12     |

### Short track
Short track arrangerades i Gjøvik Olympiske Fjellhall i Gjøvik, Norge, mellan den 14 och 20 februari 2016. Deltagarna var födda mellan 1 januari 1998 och 31 december 2000.
 Medaljsummering 
Flickor
| Gren   | Guld               | Silver                 | Brons                      |
| 500 m  | Zang Yize Kina     | Petra Jaszapati Ungern | Katrin Manoilova Bulgarien |
| 1000 m | Kim Jiyoo Sydkorea | Lee Suyoun Sydkorea    | Anna Seidel Tyskland       |

Pojkar
| Gren   | Guld                    | Silver                 | Brons              |
| 500 m  | Hong Kyunghwan Sydkorea | Kazuki Yoshinaga Japan | Ma Wei Kina        |
| 1000 m | Hwang Daeheon Sydkorea  | Ma Wei Kina            | Shaoang Liu Ungern |

Mix
| Gren       | Guld                                                                 | Silver                                                                     | Brons                                                                          |
| Lagtävling | Kombinationslag Ane By Farstad Kim Jiyoo Stijn Desmet Quentin Fercoq | Kombinationslag Petra Jaszapati Julia Moore Tjerk De Boer Kiichi Shigehiro | Kombinationslag Katrin Manoilova Anita Nagay Karlis Kruzbergs Kazuki Yoshinaga |

Medaljtabell
| Pl. | Nation          | Guld | Silver | Brons | Totalt |
| --- | --------------- | ---- | ------ | ----- | ------ |
| 1   | Sydkorea        | 3    | 1      | 0     | 4      |
| 2   | Kina            | 1    | 1      | 1     | 3      |
| -   | Kombinationslag | 1    | 1      | 1     | 3      |
| 3   | Ungern          | 0    | 1      | 1     | 2      |
| 4   | Japan           | 0    | 1      | 0     | 1      |
| 5   | Tyskland        | 0    | 0      | 1     | 1      |
| 5   | Bulgarien       | 0    | 0      | 1     | 1      |
|     | Totalt          | 5    | 5      | 5     | 15     |

### Skeleton
Skeleton arrangerades vid Lillehammers olympiska bob- och rodelbana i Lillehammer, Norge, den 19 februari 2016. Deltagarna var födda mellan 1 januari 1998 och 31 december 2001.
 Medaljsummering 
| Gren    | Guld                                 | Silver                    | Brons                    |
| Pojkar  | Evgenii Rukosuev Ryssland            | Alexander Hestengen Norge | Robin Schneider Tyskland |
| Flickor | Ashleigh Fay Pittaway Storbritannien | Hannah Neise Tyskland     | Agathe Bessard Frankrike |

Medaljtabell
| Pl. | Nation         | Guld | Silver | Brons | Totalt |
| --- | -------------- | ---- | ------ | ----- | ------ |
| 1   | Storbritannien | 1    | 0      | 0     | 1      |
| 1   | Ryssland       | 1    | 0      | 0     | 1      |
| 3   | Tyskland       | 0    | 1      | 1     | 2      |
| 4   | Norge          | 0    | 1      | 0     | 1      |
| 5   | Frankrike      | 0    | 0      | 1     | 1      |
|     | Totalt         | 2    | 2      | 2     | 6      |

### Skidskytte
Skidskytte arrangerades vid Birkebeineren skidstadion i Lillehammer, Norge, mellan den 14 och 21 februari 2016. Deltagarna var födda mellan 1 januari 1998 och 31 december 1999.

 Medaljsummering 
Flickor
| Gren             | Guld                        | Silver                         | Brons                            |
| 6 km sprint      | Juliane Frühwirt Tyskland   | Marthe Krakstad Johansen Norge | Arina Pantova Kazakstan          |
| 7,5 km jaktstart | Chrystyna Dmytrenko Ukraina | Marthe Krakstad Johansen Norge | Lou Jeanmonnot Laurent Frankrike |

Pojkar
| Gren            | Guld                        | Silver                      | Brons                           |
| 7,5 km sprint   | Emilien Claude Frankrike    | Sivert Guttorm Bakken Norge | Egor Tutmin Ryssland            |
| 10 km jaktstart | Sivert Guttorm Bakken Norge | Egor Tutmin Ryssland        | Said Karimulla Khalili Ryssland |

Mix
| Gren          | Guld                                                                                               | Silver                                                                    | Brons                                                                           |
| Singelstafett | Kina Meng Fanqi Zhu Zhenyu                                                                         | Norge Marthe Krakstad Johansen Fredrik Qvist Bucher-Johannessen           | Ryssland Ekaterina Ponedelko Egor Tutmin                                        |
| Stafett       | Norge Marit Øygard Marthe Krakstad Johansen Fredrik Qvist Bucher-Johannessen Sivert Guttorm Bakken | Tyskland Juliane Frühwirt Franziska Pfnuer Simon Gross Danilo Riethmüller | Italien Samuela Comola Irene Landschneider Cedric Christille Patrick Braunhofer |

Medaljtabell
| Pl. | Nation    | Guld | Silver | Brons | Totalt |
| --- | --------- | ---- | ------ | ----- | ------ |
| 1   | Norge     | 2    | 4      | 0     | 6      |
| 2   | Tyskland  | 1    | 1      | 0     | 2      |
| 3   | Frankrike | 1    | 0      | 1     | 2      |
| 4   | Ukraina   | 1    | 0      | 0     | 1      |
| 4   | Kina      | 1    | 0      | 0     | 1      |
| 6   | Ryssland  | 0    | 1      | 3     | 4      |
| 7   | Kazakstan | 0    | 0      | 1     | 1      |
| 7   | Italien   | 0    | 0      | 1     | 1      |
|     | Totalt    | 6    | 6      | 6     | 18     |

### Snowboard
Snowboard arrangerades vid Hafjell Alpinsenter i Øyer och i Oslo Vinterpark i Oslo, Norge, mellan den 14 och 19 februari 2016. Deltagarna var födda mellan 1 januari 1998 och 31 december 2000.
 Medaljsummering 
Flickor
| Gren           | Guld                  | Silver                  | Brons                    |
| Halfpipe       | Chloe Kim USA         | Emily Arthur Australien | Jeong Yu-Rim Sydkorea    |
| Slopestyle     | Chloe Kim USA         | Elli Pikkujämsä Finland | Henna Ikola Finland      |
| Snowboardcross | Manon Petit Frankrike | Sophie Hediger Schweiz  | Caterina Carpano Italien |

Pojkar
| Gren           | Guld            | Silver                  | Brons                            |
| Halfpipe       | Jake Pates USA  | Nikolas Baden USA       | Tit Stante Slovenien             |
| Slopestyle     | Jake Pates USA  | Vlad Khadarin Ryssland  | Rene Rinnekangas Finland         |
| Snowboardcross | Jake Vedder USA | Alex Dickson Australien | Sebastian Pietrzykowski Tyskland |

Mix
| Gren                         | Guld                                                                    | Silver                                                                  | Brons                                                                            |
| Lag snowboardcross/skicross1 | Tyskland Jana Fischer Celia Funkler Sebastian Pietrzykowski Cornel Renn | Schweiz Sophie Hediger Talina Gantenbein Pascal Bitschnau Sascha Rueedi | Kombinationslag Daryna Kyrytjenko Veronica Edebo Valentin Miladinov David Mobärg |

1 Inkluderade deltagare från freestyle.
Medaljtabell
| Pl. | Nation          | Guld | Silver | Brons | Totalt |
| --- | --------------- | ---- | ------ | ----- | ------ |
| 1   | USA             | 5    | 1      | 0     | 6      |
| 2   | Tyskland        | 1    | 0      | 1     | 2      |
| 3   | Frankrike       | 1    | 0      | 0     | 1      |
| 4   | Australien      | 0    | 2      | 0     | 2      |
| 4   | Schweiz         | 0    | 2      | 0     | 2      |
| 6   | Finland         | 0    | 1      | 2     | 3      |
| 7   | Ryssland        | 0    | 1      | 0     | 1      |
| 8   | Slovenien       | 0    | 0      | 1     | 1      |
| 8   | Sydkorea        | 0    | 0      | 1     | 1      |
| 8   | Italien         | 0    | 0      | 1     | 1      |
| -   | Kombinationslag | 0    | 0      | 1     | 1      |
|     | Totalt          | 7    | 7      | 7     | 21     |

## Kalender[90]
| I | Invigningsceremoni | ● | Tävling | 1 | Grenfinal | A | Avslutningsceremoni |

| Februari                      | 12 Fre | 13 Lör | 14 Sön | 15 Mån | 16 Tis | 17 Ons | 18 Tor | 19 Fre | 20 Lör | 21 Sön | Totalt |
| ----------------------------- | ------ | ------ | ------ | ------ | ------ | ------ | ------ | ------ | ------ | ------ | ------ |
| Ceremonier                    | I      |        |        |        |        |        |        |        |        | A      |        |
| Alpin skidåkning              |        | 2      | 2      |        | 1      | 1      | 1      | 1      | 1      |        | 9      |
| Backhoppning                  |        |        |        |        | 2      |        | 1      |        |        |        | 3      |
| Bob                           |        |        |        |        |        |        |        |        | 2      |        | 2      |
| Curling                       | ●      | ●      | ●      | ●      | ●      | 1      |        | ●      | ●      | 1      | 2      |
| Freestyle                     |        |        | 2      | 2      |        |        |        | 2      |        |        | 6      |
| Hastighetsåkning på skridskor |        | 2      |        | 2      |        | 1      |        | 2      |        |        | 7      |
| Ishockey                      | ●      | ●      | ●      | ●      | 1      |        | 1      | ●      | ●      | 2      | 4      |
| Konståkning                   |        | ●      | ●      | 2      | 2      |        |        |        | 1      |        | 5      |
| Längdskidåkning               |        | 2      |        |        | 2      |        | 2      |        |        |        | 6      |
| Nordisk kombination           |        |        |        |        | 1      |        |        | 1      |        |        | 2      |
| Rodel                         |        |        | 1      | 2      | 1      |        |        |        |        |        | 4      |
| Short track                   |        |        | 2      |        | 2      |        |        |        | 1      |        | 5      |
| Skeleton                      |        |        |        |        |        |        |        | 2      |        |        | 2      |
| Skidskytte                    |        |        | 2      | 2      |        | 1      |        |        |        | 1      | 6      |
| Snowboard                     |        |        | 2      | 2      | 1      |        |        | 2      |        |        | 7      |
| Antal                         |        | 6      | 11     | 12     | 13     | 4      | 5      | 10     | 5      | 4      | 70     |
| Totalt antal                  |        | 6      | 17     | 29     | 42     | 46     | 51     | 61     | 66     | 70     |        |
| Februari                      | 12 Fre | 13 Lör | 14 Sön | 15 Mån | 16 Tis | 17 Ons | 18 Tor | 19 Fre | 20 Lör | 21 Sön | Totalt |

## Medaljtabell
| Pl. | Nation          | Guld | Silver | Brons | Totalt |
| --- | --------------- | ---- | ------ | ----- | ------ |
| 1   | USA             | 10   | 6      | 0     | 16     |
| 2   | Sydkorea        | 10   | 3      | 3     | 16     |
| 3   | Ryssland        | 7    | 8      | 9     | 24     |
| 4   | Tyskland        | 7    | 7      | 8     | 22     |
| 5   | Norge           | 4    | 9      | 6     | 19     |
| -   | Kombinationslag | 4    | 4      | 5     | 13     |
| 6   | Schweiz         | 4    | 3      | 4     | 11     |
| 7   | Kina            | 3    | 5      | 2     | 10     |
| 8   | Kanada          | 3    | 2      | 1     | 6      |
| 9   | Sverige         | 3    | 2      | 0     | 5      |
| 10  | Slovenien       | 3    | 0      | 2     | 5      |
| 11  | Japan           | 2    | 4      | 0     | 6      |
| 12  | Österrike       | 2    | 3      | 5     | 10     |
| 13  | Frankrike       | 2    | 1      | 3     | 6      |
| 14  | Storbritannien  | 2    | 0      | 2     | 4      |
| 15  | Italien         | 1    | 2      | 6     | 9      |
| 16  | Lettland        | 1    | 1      | 0     | 2      |
| 17  | Rumänien        | 1    | 0      | 0     | 1      |
| 17  | Ukraina         | 1    | 0      | 0     | 1      |
| 19  | Australien      | 0    | 3      | 1     | 4      |
| 20  | Tjeckien        | 0    | 2      | 2     | 4      |
| 21  | Finland         | 0    | 1      | 5     | 6      |
| 22  | Ungern          | 0    | 1      | 1     | 2      |
| 22  | Nya Zeeland     | 0    | 1      | 1     | 2      |
| 24  | Belgien         | 0    | 1      | 0     | 1      |
| 24  | Slovakien       | 0    | 1      | 0     | 1      |
| 26  | Kazakstan       | 0    | 0      | 2     | 2      |
| 27  | Nederländerna   | 0    | 0      | 1     | 1      |
| 27  | Bulgarien       | 0    | 0      | 1     | 1      |
|     | Totalt          | 70   | 70     | 70    | 210    |

## Uppvisningssport
Under ungdoms-OS spelades en uppvisningsmatch i bandy i Gjøvik. Sverige besegrade Norge med 8-3 i denna historiska bandymatch, som var den första i olympiska sammanhang sedan bandyn deltog som demonstrationssport vid olympiska vinterspelen 1952.

### Fotnoter
1. ↑  ”OS tillbaka till Lillehammer”. Olympic Day. 9 december 2011. Arkiverad från originalet den 24 december 2015. https://web.archive.org/web/20151224103802/http://olympicday.se/nyhetsarkivsokse/nyheter/nyheter2011/ostillbakatilllillehammer.5.4c21108c1341fd2352c80004.html. Läst 23 december 2015.
2. ↑  ”Lillehammer 2016 Sports Programme” (på engelska). Youth Olympic Games - Lillehammer 2016. Arkiverad från originalet den 14 juli 2014. https://web.archive.org/web/20140714145057/http://lillehammer2016.no/content/uploads/2013/11/SportsProgramme_table-for-WEB.pdf. Läst 23 januari 2016.
3. ↑  ”Venues” (på engelska). Youth Olympic Games - Lillehammer 2016. http://www.lillehammer2016.com/en/Venues. Läst 6 februari 2016.
4. ↑  ”Sports” (på engelska). Youth Olympic Games - Lillehammer 2016. http://www.lillehammer2016.com/en/Sports. Läst 23 januari 2016.
5. ↑  ”Alpine skiing” (på engelska). Youth Olympic Games - Lillehammer 2016. http://www.lillehammer2016.com/no/Sports/Alpine-Skiing. Läst 24 januari 2016.
6. ↑  ”Alpine Skiing Ladies' Super-G” (på engelska). Youth Olympic Games - Lillehammer 2016. Arkiverad från originalet den 3 mars 2016. https://web.archive.org/web/20160303204945/http://wyog2016.sportresult.com/NH/en/-60/Root/ViewPdf/ASW040101_C73A_1.0.pdf. Läst 13 februari 2016.
7. ↑  ”Alpine Skiing Ladies' Giant Slalom” (på engelska). Youth Olympic Games - Lillehammer 2016. Arkiverad från originalet den 3 mars 2016. https://web.archive.org/web/20160303205313/http://wyog2016.sportresult.com/NH/en/-60/Root/ViewPdf/ASW030000_C73C_1.0.pdf. Läst 16 februari 2016.
8. ↑  ”Alpine Skiing Ladies' Slalom” (på engelska). Youth Olympic Games - Lillehammer 2016. Arkiverad från originalet den 3 mars 2016. https://web.archive.org/web/20160303213455/http://wyog2016.sportresult.com/nh/en/-60/Root/ViewPdf/ASW020000_C73C_1.0.pdf. Läst 20 februari 2016.
9. ↑  ”Alpine Skiing Ladies' Alpine Combined” (på engelska). Youth Olympic Games - Lillehammer 2016. Arkiverad från originalet den 23 februari 2016. https://web.archive.org/web/20160223040639/http://wyog2016.sportresult.com/NH/en/-60/Root/ViewPdf/ASW105000_C73E_1.1.pdf. Läst 15 februari 2016.
10. ↑  ”Alpine Skiing Men's Super-G” (på engelska). Youth Olympic Games - Lillehammer 2016. Arkiverad från originalet den 3 mars 2016. https://web.archive.org/web/20160303220030/http://wyog2016.sportresult.com/NH/en/-60/Root/ViewPdf/ASM040101_C73A_1.0.pdf. Läst 13 februari 2016.
11. ↑  ”Alpine Skiing Men's Giant Slalom” (på engelska). Youth Olympic Games - Lillehammer 2016. Arkiverad från originalet den 25 februari 2016. https://web.archive.org/web/20160225094215/http://wyog2016.sportresult.com/NH/en/-60/Root/ViewPdf/ASM030000_C73C_1.0.pdf. Läst 17 februari 2016.
12. ↑  ”Alpine Skiing Men's Slalom” (på engelska). Youth Olympic Games - Lillehammer 2016. Arkiverad från originalet den 3 mars 2016. https://web.archive.org/web/20160303211358/http://wyog2016.sportresult.com/nh/en/-60/Root/ViewPdf/ASM020000_C73C_1.0.pdf. Läst 20 februari 2016.
13. ↑  ”Alpine Skiing Men's Alpine Combined” (på engelska). Youth Olympic Games - Lillehammer 2016. Arkiverad från originalet den 23 februari 2016. https://web.archive.org/web/20160223021530/http://wyog2016.sportresult.com/NH/en/-60/Root/ViewPdf/ASM105000_C73E_1.0.pdf. Läst 15 februari 2016.
14. ↑  ”Alpine Skiing Parallel Mixed Team Event” (på engelska). Youth Olympic Games - Lillehammer 2016. Arkiverad från originalet den 3 mars 2016. https://web.archive.org/web/20160303212817/http://wyog2016.sportresult.com/nh/en/-60/Root/ViewPdf/ASX400000_C92B_1.0.pdf. Läst 20 februari 2016.
15. ↑  ”Ski Jumping” (på engelska). Youth Olympic Games - Lillehammer 2016. http://www.lillehammer2016.com/en/Sports/Ski-Jumping. Läst 23 januari 2016.
16. ↑  ”Ski Jumping Men's Individual” (på engelska). Youth Olympic Games - Lillehammer 2016. Arkiverad från originalet den 3 mars 2016. https://web.archive.org/web/20160303234304/http://wyog2016.sportresult.com/NH/en/-60/Root/ViewPdf/SJM070102_C73C3_1.0.pdf. Läst 16 februari 2016.
17. ↑  ”Ski Jumping Ladies' Individual” (på engelska). Youth Olympic Games - Lillehammer 2016. Arkiverad från originalet den 3 mars 2016. https://web.archive.org/web/20160303230424/http://wyog2016.sportresult.com/NH/en/-60/Root/ViewPdf/SJW070102_C73C3_1.0.pdf. Läst 16 februari 2016.
18. ↑  ”Ski Jumping - Nordic Combined Mixed Team” (på engelska). Youth Olympic Games - Lillehammer 2016. Arkiverad från originalet den 3 mars 2016. https://web.archive.org/web/20160303062601/http://wyog2016.sportresult.com/nh/en/-60/Root/ViewPdf/SJX470102_C73D3_1.0.pdf. Läst 20 februari 2016.
19. ↑  ”Bobsleigh” (på engelska). Youth Olympic Games - Lillehammer 2016. http://www.lillehammer2016.com/en/Sports/Bobsleigh. Läst 23 januari 2016.
20. ↑  ”Bobsleigh Men's Monobob” (på engelska). Youth Olympic Games - Lillehammer 2016. Arkiverad från originalet den 4 mars 2016. https://web.archive.org/web/20160304112655/http://wyog2016.sportresult.com/NH/en/-60/Root/ViewPdf/BSM010100_C73B2_1.0.pdf. Läst 20 februari 2016.
21. ↑  ”Bobsleigh Women's Monobob” (på engelska). Youth Olympic Games - Lillehammer 2016. Arkiverad från originalet den 4 mars 2016. https://web.archive.org/web/20160304063526/http://wyog2016.sportresult.com/NH/en/-60/Root/ViewPdf/BSW010100_C73B2_1.0.pdf. Läst 20 februari 2016.
22. ↑  ”Curling” (på engelska). Youth Olympic Games - Lillehammer 2016. http://www.lillehammer2016.com/no/Sports/Curling. Läst 26 januari 2016.
23. ↑  ”Curling Mixed Team” (på engelska). Youth Olympic Games - Lillehammer 2016. Arkiverad från originalet den 25 februari 2016. https://web.archive.org/web/20160225070955/http://wyog2016.sportresult.com/NH/en/-60/Root/ViewPdf/CUX400000_C92B_1.0.pdf. Läst 17 februari 2016.
24. ↑  ”Curling Mixed Doubles” (på engelska). Youth Olympic Games - Lillehammer 2016. Arkiverad från originalet den 3 mars 2016. https://web.archive.org/web/20160303142428/http://wyog2016.sportresult.com/NH/en/-60/Root/ViewPdf/CUX200000_C92B_1.0.pdf. Läst 21 februari 2016.
25. ↑  ”Freestyle skiing” (på engelska). Youth Olympic Games - Lillehammer 2016. http://www.lillehammer2016.com/en/Sports/Freestyle-Skiing. Läst 23 januari 2016.
26. ↑  ”Freestyle Skiing Ladies' Ski Halfpipe” (på engelska). Youth Olympic Games - Lillehammer 2016. Arkiverad från originalet den 23 februari 2016. https://web.archive.org/web/20160223033959/http://wyog2016.sportresult.com/NH/en/-60/Root/ViewPdf/FRW060000_C73H_1.0.pdf. Läst 15 februari 2016.
27. ↑  ”Freestyle Skiing Ladies' Ski Slopestyle” (på engelska). Youth Olympic Games - Lillehammer 2016. Arkiverad från originalet den 5 mars 2016. https://web.archive.org/web/20160305170831/http://wyog2016.sportresult.com/NH/en/-60/Root/ViewPdf/FRW070000_C73S_1.0.pdf. Läst 20 februari 2016.
28. ↑  ”Freestyle Skiing Ladies' Ski Cross” (på engelska). Youth Olympic Games - Lillehammer 2016. Arkiverad från originalet den 23 februari 2016. https://web.archive.org/web/20160223061120/http://wyog2016.sportresult.com/nh/en/-60/Root/ViewPdf/FRW740000_C76XI_1.0.pdf. Läst 15 februari 2016.
29. ↑  ”Freestyle Skiing Men's Ski Halfpipe” (på engelska). Youth Olympic Games - Lillehammer 2016. Arkiverad från originalet den 23 februari 2016. https://web.archive.org/web/20160223010900/http://wyog2016.sportresult.com/NH/en/-60/Root/ViewPdf/FRM060000_C73H_1.0.pdf. Läst 15 februari 2016.
30. ↑  ”Freestyle Skiing Men's Ski Slopestyle” (på engelska). Youth Olympic Games - Lillehammer 2016. Arkiverad från originalet den 5 mars 2016. https://web.archive.org/web/20160305155139/http://wyog2016.sportresult.com/NH/en/-60/Root/ViewPdf/FRM070000_C73S_1.0.pdf. Läst 20 februari 2016.
31. ↑  ”Freestyle Skiing Men's Ski Cross” (på engelska). Youth Olympic Games - Lillehammer 2016. Arkiverad från originalet den 21 februari 2016. https://web.archive.org/web/20160221212652/http://wyog2016.sportresult.com/NH/en/-60/Root/ViewPdf/FRM740000_C76XI_1.0.pdf. Läst 15 februari 2016.
32. ↑  ”Speed Skating” (på engelska). Youth Olympic Games - Lillehammer 2016. http://www.lillehammer2016.com/no/Sports/Speed-Skating. Läst 25 januari 2016.
33. ↑  ”Speed Skating Ladies' 500m” (på engelska). Youth Olympic Games - Lillehammer 2016. Arkiverad från originalet den 22 februari 2016. https://web.archive.org/web/20160222121324/http://wyog2016.sportresult.com/NH/en/-60/Root/ViewPdf/SSW005102_C73B_1.0.pdf. Läst 13 februari 2016.
34. ↑  ”Speed Skating Ladies' 1500m” (på engelska). Youth Olympic Games - Lillehammer 2016. Arkiverad från originalet den 5 mars 2016. https://web.archive.org/web/20160305160939/http://wyog2016.sportresult.com/NH/en/-60/Root/ViewPdf/SSW015101_C73A_1.1.pdf. Läst 15 februari 2016.
35. ↑  ”Speed Skating Ladies' Mass Start” (på engelska). Youth Olympic Games - Lillehammer 2016. Arkiverad från originalet den 3 mars 2016. https://web.archive.org/web/20160303062259/http://wyog2016.sportresult.com/NH/en/-60/Root/ViewPdf/SSW700101_C73G_1.0.pdf. Läst 20 februari 2016.
36. ↑  ”Speed Skating Men's 500m” (på engelska). Youth Olympic Games - Lillehammer 2016. Arkiverad från originalet den 22 februari 2016. https://web.archive.org/web/20160222111954/http://wyog2016.sportresult.com/NH/en/-60/Root/ViewPdf/SSM005102_C73B_1.0.pdf. Läst 13 februari 2016.
37. ↑  ”Speed Skating Men's 1500m” (på engelska). Youth Olympic Games - Lillehammer 2016. Arkiverad från originalet den 25 februari 2016. https://web.archive.org/web/20160225134603/http://wyog2016.sportresult.com/NH/en/-60/Root/ViewPdf/SSM015101_C73A_1.0.pdf. Läst 15 februari 2016.
38. ↑  ”Speed Skating Men's Mass Start” (på engelska). Youth Olympic Games - Lillehammer 2016. Arkiverad från originalet den 3 mars 2016. https://web.archive.org/web/20160303060534/http://wyog2016.sportresult.com/NH/en/-60/Root/ViewPdf/SSM700101_C73G_1.0.pdf. Läst 20 februari 2016.
39. ↑  ”Speed Skating Mixed NOC Team Sprint” (på engelska). Youth Olympic Games - Lillehammer 2016. Arkiverad från originalet den 5 mars 2016. https://web.archive.org/web/20160305133925/http://wyog2016.sportresult.com/NH/en/-60/Root/ViewPdf/SSX400101_C73E_1.1.pdf. Läst 17 februari 2016.
40. ↑  ”Ice Hockey” (på engelska). Youth Olympic Games - Lillehammer 2016. http://www.lillehammer2016.com/no/Sports/Ice-Hockey. Läst 25 januari 2016.
41. ↑  ”Ice Hockey Women” (på engelska). Youth Olympic Games - Lillehammer 2016. Arkiverad från originalet den 3 mars 2016. https://web.archive.org/web/20160303143206/http://wyog2016.sportresult.com/NH/en/-60/Root/ViewPdf/IHW400000_C92C_2.0.pdf. Läst 21 februari 2016.
42. ↑  ”Ice Hockey Women´s Skills Challenge” (på engelska). Youth Olympic Games - Lillehammer 2016. Arkiverad från originalet den 24 februari 2016. https://web.archive.org/web/20160224104635/http://wyog2016.sportresult.com/NH/en/-60/Root/ViewPdf/IHW001100_C74B_5.0.pdf. Läst 16 februari 2016.
43. ↑  ”Ice Hockey Men” (på engelska). Youth Olympic Games - Lillehammer 2016. Arkiverad från originalet den 3 mars 2016. https://web.archive.org/web/20160303145509/http://wyog2016.sportresult.com/NH/en/-60/Root/ViewPdf/IHM400000_C92C_2.0.pdf. Läst 21 februari 2016.
44. ↑  ”Ice Hockey Men´s Skills Challenge” (på engelska). Youth Olympic Games - Lillehammer 2016. Arkiverad från originalet den 3 mars 2016. https://web.archive.org/web/20160303055443/http://wyog2016.sportresult.com/NH/en/-60/Root/ViewPdf/IHM001100_C74B_6.0.pdf. Läst 20 februari 2016.
45. ↑  ”Figure Skating” (på engelska). Youth Olympic Games - Lillehammer 2016. http://www.lillehammer2016.com/no/Sports/Figure-Skating. Läst 25 januari 2016.
46. ↑  ”Figure Skating Men” (på engelska). Youth Olympic Games - Lillehammer 2016. Arkiverad från originalet den 15 februari 2016. https://web.archive.org/web/20160215173849/http://wyog2016.sportresult.com/NH/en/-60/Root/ViewPdf/FSM010000_C73B_1.0.pdf. Läst 15 februari 2016.
47. ↑  ”Figure Skating Ladies” (på engelska). Youth Olympic Games - Lillehammer 2016. Arkiverad från originalet den 16 februari 2016. https://web.archive.org/web/20160216163949/http://wyog2016.sportresult.com/NH/en/-60/Root/ViewPdf/FSW010000_C73B_1.0.pdf. Läst 16 februari 2016.
48. ↑  ”Figure Skating Pairs” (på engelska). Youth Olympic Games - Lillehammer 2016. Arkiverad från originalet den 15 februari 2016. https://web.archive.org/web/20160215174009/http://wyog2016.sportresult.com/NH/en/-60/Root/ViewPdf/FSX020000_C73B_1.0.pdf. Läst 15 februari 2016.
49. ↑  ”Figure Skating Ice Dance” (på engelska). Youth Olympic Games - Lillehammer 2016. Arkiverad från originalet den 16 februari 2016. https://web.archive.org/web/20160216163641/http://wyog2016.sportresult.com/NH/en/-60/Root/ViewPdf/FSX030000_C73B_1.0.pdf. Läst 16 februari 2016.
50. ↑  ”Figure Skating Mixed NOC Team” (på engelska). Youth Olympic Games - Lillehammer 2016. Arkiverad från originalet den 20 februari 2016. https://web.archive.org/web/20160220193210/http://wyog2016.sportresult.com/NH/en/-60/Root/ViewPdf/FSX400000_C92B_1.0.pdf. Läst 20 februari 2016.
51. ↑  ”Cross-Country Skiing” (på engelska). Youth Olympic Games - Lillehammer 2016. http://www.lillehammer2016.com/no/Sports/Cross-Country-Skiing. Läst 25 januari 2016.
52. ↑  ”Cross-Country Skiing Ladies' 5km Free” (på engelska). Youth Olympic Games - Lillehammer 2016. Arkiverad från originalet den 3 mars 2016. https://web.archive.org/web/20160303055536/http://wyog2016.sportresult.com/NH/en/-60/Root/ViewPdf/CCW005101_C73A_1.0.pdf. Läst 20 februari 2016.
53. ↑  ”Cross-Country Skiing Ladies' Sprint Classic” (på engelska). Youth Olympic Games - Lillehammer 2016. Arkiverad från originalet den 24 februari 2016. https://web.archive.org/web/20160224023654/http://wyog2016.sportresult.com/nh/en/-60/Root/ViewPdf/CCW601000_C73S2_1.0.pdf. Läst 16 februari 2016.
54. ↑  ”Cross-Country Skiing Ladies' Cross-Country Cross Free” (på engelska). Youth Olympic Games - Lillehammer 2016. Arkiverad från originalet den 16 februari 2016. https://web.archive.org/web/20160216212255/http://wyog2016.sportresult.com/NH/en/-60/Root/ViewPdf/CCW700000_C73X2_1.0.pdf. Läst 13 februari 2016.
55. ↑  ”Cross-Country Skiing Men's 10km Free” (på engelska). Youth Olympic Games - Lillehammer 2016. Arkiverad från originalet den 3 mars 2016. https://web.archive.org/web/20160303062857/http://wyog2016.sportresult.com/NH/en/-60/Root/ViewPdf/CCM010101_C73A_1.0.pdf. Läst 20 februari 2016.
56. ↑  ”Cross-Country Skiing Men's Sprint Classic” (på engelska). Youth Olympic Games - Lillehammer 2016. Arkiverad från originalet den 24 februari 2016. https://web.archive.org/web/20160224070324/http://wyog2016.sportresult.com/nh/en/-60/Root/ViewPdf/CCM601000_C73S2_1.0.pdf. Läst 16 februari 2016.
57. ↑  ”Cross-Country Skiing Men's Cross-Country Cross Free” (på engelska). Youth Olympic Games - Lillehammer 2016. Arkiverad från originalet den 16 februari 2016. https://web.archive.org/web/20160216202038/http://wyog2016.sportresult.com/NH/en/-60/Root/ViewPdf/CCM700000_C73X2_1.0.pdf. Läst 13 februari 2016.
58. ↑  ”Nordic Combined” (på engelska). Youth Olympic Games - Lillehammer 2016. http://www.lillehammer2016.com/en/Sports/Nordic-Combined. Läst 23 januari 2016.
59. ↑  ”Nordic Combined Men's Individual Gundersen NH/5 km” (på engelska). Youth Olympic Games - Lillehammer 2016. Arkiverad från originalet den 6 mars 2016. https://web.archive.org/web/20160306053839/http://wyog2016.sportresult.com/NH/en/-60/Root/ViewPdf/NCM070B01_C73B4_1.0.pdf. Läst 16 februari 2016.
60. ↑  ”Cross-Country Skiing - Ski Jumping - Nordic Combined Nordic Mixed Team NH/3x3.3km” (på engelska). Youth Olympic Games - Lillehammer 2016. Arkiverad från originalet den 3 mars 2016. https://web.archive.org/web/20160303061156/http://wyog2016.sportresult.com/NH/en/-60/Root/ViewPdf/NCX370B01_C92B_1.0.pdf. Läst 20 februari 2016.
61. ↑  ”Luge” (på engelska). Youth Olympic Games - Lillehammer 2016. http://www.lillehammer2016.com/en/Sports/Luge. Läst 23 januari 2016.
62. ↑  ”Luge Men's Singles” (på engelska). Youth Olympic Games - Lillehammer 2016. Arkiverad från originalet den 20 februari 2016. https://web.archive.org/web/20160220165219/http://wyog2016.sportresult.com/NH/en/-60/Root/ViewPdf/LGM010100_C73B2_1.0.pdf. Läst 15 februari 2016.
63. ↑  ”Luge Women's Singles” (på engelska). Youth Olympic Games - Lillehammer 2016. Arkiverad från originalet den 20 februari 2016. https://web.archive.org/web/20160220165329/http://wyog2016.sportresult.com/NH/en/-60/Root/ViewPdf/LGW010100_C73B2_1.0.pdf. Läst 15 februari 2016.
64. ↑  ”Luge Doubles” (på engelska). Youth Olympic Games - Lillehammer 2016. Arkiverad från originalet den 20 februari 2016. https://web.archive.org/web/20160220164913/http://wyog2016.sportresult.com/NH/en/-60/Root/ViewPdf/LGO020100_C73B2_1.0.pdf. Läst 15 februari 2016.
65. ↑  ”Luge Team Relay” (på engelska). Youth Olympic Games - Lillehammer 2016. Arkiverad från originalet den 20 februari 2016. https://web.archive.org/web/20160220164918/http://wyog2016.sportresult.com/NH/en/-60/Root/ViewPdf/LGX400000_C73C_1.0.pdf. Läst 16 februari 2016.
66. ↑  ”Short Track Speed Skating” (på engelska). Youth Olympic Games - Lillehammer 2016. http://www.lillehammer2016.com/no/Sports/Short-Track-Speed-Skating. Läst 25 januari 2016.
67. ↑  ”Short Track Speed Skating Ladies' 500m” (på engelska). Youth Olympic Games - Lillehammer 2016. Arkiverad från originalet den 24 februari 2016. https://web.archive.org/web/20160224045707/http://wyog2016.sportresult.com/NH/en/-60/Root/ViewPdf/STW005100_C73A_1.0.pdf. Läst 16 februari 2016.
68. ↑  ”Short Track Speed Skating Ladies' 1000m” (på engelska). Youth Olympic Games - Lillehammer 2016. Arkiverad från originalet den 6 mars 2016. https://web.archive.org/web/20160306050302/http://wyog2016.sportresult.com/NH/en/-60/Root/ViewPdf/STW010100_C73A_1.0.pdf. Läst 15 februari 2016.
69. ↑  ”Short Track Speed Skating Men's 500m” (på engelska). Youth Olympic Games - Lillehammer 2016. Arkiverad från originalet den 24 februari 2016. https://web.archive.org/web/20160224062201/http://wyog2016.sportresult.com/NH/en/-60/Root/ViewPdf/STM005100_C73A_1.0.pdf. Läst 16 februari 2016.
70. ↑  ”Short Track Speed Skating Men's 1000m” (på engelska). Youth Olympic Games - Lillehammer 2016. Arkiverad från originalet den 6 mars 2016. https://web.archive.org/web/20160306052002/http://wyog2016.sportresult.com/NH/en/-60/Root/ViewPdf/STM010100_C73A_1.0.pdf. Läst 15 februari 2016.
71. ↑  ”Short Track Speed Skating Mixed NOC Team Relay” (på engelska). Youth Olympic Games - Lillehammer 2016. Arkiverad från originalet den 6 mars 2016. https://web.archive.org/web/20160306050047/http://wyog2016.sportresult.com/NH/en/-60/Root/ViewPdf/STX430000_C92B_1.0.pdf. Läst 20 februari 2016.
72. ↑  ”Skeleton” (på engelska). Youth Olympic Games - Lillehammer 2016. Arkiverad från originalet den 21 mars 2016. https://web.archive.org/web/20160321151121/http://www.lillehammer2016.com/en/Sports/Skeleton. Läst 23 januari 2016.
73. ↑  ”Skeleton Men” (på engelska). Youth Olympic Games - Lillehammer 2016. Arkiverad från originalet den 3 mars 2016. https://web.archive.org/web/20160303054831/http://wyog2016.sportresult.com/NH/en/-60/Root/ViewPdf/SNM001100_C73B2_1.0.pdf. Läst 20 februari 2016.
74. ↑  ”Skeleton Women” (på engelska). Youth Olympic Games - Lillehammer 2016. Arkiverad från originalet den 3 mars 2016. https://web.archive.org/web/20160303063300/http://wyog2016.sportresult.com/NH/en/-60/Root/ViewPdf/SNW001100_C73B2_1.0.pdf. Läst 20 februari 2016.
75. ↑  ”Biathlon” (på engelska). Youth Olympic Games - Lillehammer 2016. http://www.lillehammer2016.com/en/Sports/Biathlon. Läst 26 januari 2016.
76. ↑  ”Biathlon Women's 6km Sprint” (på engelska). Youth Olympic Games - Lillehammer 2016. Arkiverad från originalet den 5 mars 2016. https://web.archive.org/web/20160305124901/http://wyog2016.sportresult.com/nh/en/-60/Root/ViewPdf/BTW006101_C73B_1.0.pdf. Läst 15 februari 2016.
77. ↑  ”Biathlon Women's 7.5km Pursuit” (på engelska). Youth Olympic Games - Lillehammer 2016. Arkiverad från originalet den 23 februari 2016. https://web.archive.org/web/20160223060759/http://wyog2016.sportresult.com/NH/en/-60/Root/ViewPdf/BTW507101_C73D_1.0.pdf. Läst 15 februari 2016.
78. ↑  ”Biathlon Men's 7.5km Sprint” (på engelska). Youth Olympic Games - Lillehammer 2016. Arkiverad från originalet den 5 mars 2016. https://web.archive.org/web/20160305121203/http://wyog2016.sportresult.com/nh/en/-60/Root/ViewPdf/BTM007101_C73B_1.0.pdf. Läst 15 februari 2016.
79. ↑  ”Biathlon Men's 10km Pursuit” (på engelska). Youth Olympic Games - Lillehammer 2016. Arkiverad från originalet den 23 februari 2016. https://web.archive.org/web/20160223055920/http://wyog2016.sportresult.com/NH/en/-60/Root/ViewPdf/BTM510101_C73D_1.0.pdf. Läst 15 februari 2016.
80. ↑  ”Biathlon Single Mixed Relay” (på engelska). Youth Olympic Games - Lillehammer 2016. Arkiverad från originalet den 7 april 2016. https://web.archive.org/web/20160407212242/http://wyog2016.sportresult.com/NH/en/-60/Root/ViewPdf/BTX409101_C73C_1.0.pdf. Läst 17 februari 2016.
81. ↑  ”Biathlon Mixed Relay” (på engelska). Youth Olympic Games - Lillehammer 2016. Arkiverad från originalet den 3 mars 2016. https://web.archive.org/web/20160303145506/http://wyog2016.sportresult.com/NH/en/-60/Root/ViewPdf/BTX408101_C73C_1.0.pdf. Läst 21 februari 2016.
82. ↑  ”Snowboard” (på engelska). Youth Olympic Games - Lillehammer 2016. http://www.lillehammer2016.com/no/Sports/Snowboard. Läst 25 januari 2016.
83. ↑  ”Snowboard Ladies' Halfpipe” (på engelska). Youth Olympic Games - Lillehammer 2016. Arkiverad från originalet den 6 mars 2016. https://web.archive.org/web/20160306121619/http://wyog2016.sportresult.com/NH/en/-60/Root/ViewPdf/SBW060000_C73H_1.0.pdf. Läst 15 februari 2016.
84. ↑  ”Snowboard Ladies' Slopestyle” (på engelska). Youth Olympic Games - Lillehammer 2016. Arkiverad från originalet den 3 mars 2016. https://web.archive.org/web/20160303063752/http://wyog2016.sportresult.com/NH/en/-60/Root/ViewPdf/SBW070000_C73S_1.0.pdf. Läst 20 februari 2016.
85. ↑  ”Snowboard Ladies' Snowboard Cross” (på engelska). Youth Olympic Games - Lillehammer 2016. Arkiverad från originalet den 23 februari 2016. https://web.archive.org/web/20160223005121/http://wyog2016.sportresult.com/NH/en/-60/Root/ViewPdf/SBW490000_C76XI_1.0.pdf. Läst 15 februari 2016.
86. ↑  ”Snowboard Men's Halfpipe” (på engelska). Youth Olympic Games - Lillehammer 2016. Arkiverad från originalet den 6 mars 2016. https://web.archive.org/web/20160306120157/http://wyog2016.sportresult.com/NH/en/-60/Root/ViewPdf/SBM060000_C73H_1.0.pdf. Läst 15 februari 2016.
87. ↑  ”Snowboard Men's Slopestyle” (på engelska). Youth Olympic Games - Lillehammer 2016. Arkiverad från originalet den 3 mars 2016. https://web.archive.org/web/20160303055440/http://wyog2016.sportresult.com/NH/en/-60/Root/ViewPdf/SBM070000_C73S_1.0.pdf. Läst 20 februari 2016.
88. ↑  ”Snowboard Men's Snowboard Cross” (på engelska). Youth Olympic Games - Lillehammer 2016. Arkiverad från originalet den 23 februari 2016. https://web.archive.org/web/20160223032020/http://wyog2016.sportresult.com/NH/en/-60/Root/ViewPdf/SBM490000_C76XI_1.0.pdf. Läst 15 februari 2016.
89. ↑  ”Freestyle Skiing - Snowboard Team Ski-Snowboard Cross” (på engelska). Youth Olympic Games - Lillehammer 2016. Arkiverad från originalet den 3 mars 2016. https://web.archive.org/web/20160303065207/http://wyog2016.sportresult.com/NH/en/-60/Root/ViewPdf/SBX740000_C76XT_1.0.pdf. Läst 16 februari 2016.
90. ↑  ”Sportsprogram” (på norska). Youth Olympic Games - Lillehammer 2016. http://static.lillehammer2016.com/Sportsprogram%20PDF_46704e.pdf. Läst 24 januari 2016.
91. ↑  ”Sverige vann den historiska matchen”. Svenska Bandyförbundet. http://www.svenskbandy.se/LANDSLAG/P17-LANDSLAGET/NYHETER/P17-landslagetSverigevanndenhistoriskamatchen/. Läst 7 juni 2016.